# Aphelandra gigantea
Aphelandra gigantea, também chamada de crista-de-galinha, é uma espécie de  planta do gênero Aphelandra e da família Acanthaceae.

## Taxonomia
A espécie foi descrita em 2004 por Sheila Regina Profice.
Os seguintes sinônimos já foram catalogados:  
- Geissomeria gigantea  Rizzini
- Geissomeria gigantea corymbosa  Rizzini

## Forma de vida
É uma espécie terrícola e arbustiva.

## Descrição
Arbustos 1-2 m alt.; caule cilíndrico, glabriúsculo. Folha com pecíolo 1-1,5 cm compr.; lâmina oblanceolada, largo-lanceolada, 20-26,5 cm compr., 4,8-7,5 cm larg., ápice obtuso, acuminado, base longo-decorrente, margem inteira ousubcrenada, em ambas as faces glabriúsculas, face adaxial com tricomas simples unicelulares, na abaxial comtricomas simples formado por célula basal e terminal e tricomas glandulares subsésseis com 2 a 4 células.Inflorescência dibótrio heterotético; espiga 1,5-5 cm compr. Bráctea verde, imbricada, cartácea, oblongo-lanceolada, 5-8 mm compr., 3-4 mm larg., ápice agudo, base obtusa, margem serrilhado-mucronada, com 4-8(-11) pares de acúleos,côncava; as nervuras de calibres distintos partem da base e correm paralelas em direção ao ápice, na imediação damargem podem emitir ramificações ascendentes; glanduloso-pilosa em ambas as faces, com tricomas simplesunicelulares, bicelulares, pluricelulares com 3-6 células e tricomas glandulares subsésseis com 2-4 células; bractéolalanceolado-ovada, 5-7 mm compr., 1,5 mm larg., côncava, ápice agudo, paleácea, na região mediana com uma faixade tricomas simples, margem ciliada; cálice 6-7 mm compr., lacínios paleáceos, pubérulos, lanceolados, 1-1,5 mmlarg., ápice do lacínio posterior aculeado, dos laterais e dos anteriores acuminados. Corola vermelha, 2,5-3 cm compr.,base 2,5 mm larg., fauce 3 mm larg., lábio superior bilobado 2-2,5 mm compr., 4 mm larg., lábio inferior com os loboslaterais ovados, 2-2,5 mm compr., 1-1,5 mm larg., obtusos, o mediano elíptico, 2,5-3 mm compr., 2-3 mm larg., obtuso,côncavo. Antera 3 mm compr., ápice viloso; filete 1,8-2,3 cm compr., região apical viloso; estaminódio 5 mm comp.Estilete 2 cm compr., ápice truncado. Fruto elipsoide, 8 mm compr.

## Conservação
A espécie faz parte da Lista Vermelha das espécies ameaçadas do estado do Espírito Santo, no sudeste do Brasil. A lista foi publicada em 13 de junho de 2005 por intermédio do decreto estadual nº 1.499-R.

## Distribuição
A espécie é endêmica do Brasil e encontrada nos estados brasileiros de Bahia, Espírito Santo e Minas Gerais.
A espécie é encontrada no domínio fitogeográfico de Mata Atlântica, em regiões com vegetação de floresta ombrófila pluvial.